# City of London Corporation
City of London Corporation tidligere Corporation of London, er den valgte myndighed i City of London. Rådet består af overborgmesteren, Court of Aldermen og Court of Common Council. Det styrer kun indenfor City, og har ingen myndighed i resten af London, og heller ikke i Middle og Inner Temple. Corporation har sæde i Guildhall.